# Эффект крысолова
Эффе́ктом крысоло́ва (англ. pied-piping) в синтаксисе называют способность относительных и вопросительных местоимений перетягивать за собой в левую позицию зависимые от них слова, в основном предлоги и существительные, например, в предложении Девушка, о которой пойдёт речь, была из нашего городка предлог о «уведён словно крысоловом» (pied-piped) относительным местоимением который. Это понятие было введено Джоном Россом в знаменитой диссертации «Ограничения на переменные в синтаксисе» (1967).